# U-19-Fußball-Europameisterschaft der Frauen 2016
Die Endrunde der 19. U-19-Fußball-Europameisterschaft der Frauen wurde vom 19. bis zum 31. Juli 2016 in der Slowakei ausgetragen. Acht Mannschaften traten zunächst in einer Gruppenphase in zwei Gruppen und danach im K.-o.-System gegeneinander an. Spielberechtigt waren Spielerinnen, die am 1. Januar 1997 oder später geboren wurden.

## Modus
Bei der Endrunde bildeten die acht Mannschaften zwei Gruppen zu je vier Mannschaften. In der Gruppenphase spielte jede Mannschaft innerhalb der Gruppe einmal gegen jede andere. Für einen Sieg gab es drei Punkte und für ein Unentschieden einen Punkt. Nach Abschluss der Vorrundenspiele qualifizierten sich die Gruppensieger und Gruppenzweiten für das Halbfinale.
Bei Punktgleichheit mehrerer Mannschaften in den Gruppenspielen wurden die Positionen zunächst anhand der größeren Zahl der Punkte aus den direkten Begegnungen ermittelt. War diese gleich, wurde zunächst die Tordifferenz und danach die Anzahl der erzielten Tore in den direkten Begegnungen verglichen. Waren dann immer noch zwei oder mehrere Mannschaften gleichauf, wurden als nächste Kriterien die Tordifferenz aus allen Spielen und dann die Anzahl der insgesamt erzielten Tore verglichen. Letztes Kriterium war die Fair-Play-Wertung.
Ab dem Halbfinale wurde das Turnier im K.-o.-System fortgesetzt. Spiele, die nach Ablauf der regulären Spielzeit unentschieden endeten, wurden um zweimal zehn Minuten verlängert. War auch nach der Verlängerung kein Sieger gefunden, wurde die Entscheidung im Elfmeterschießen gesucht. Die reguläre Spielzeit bei allen Spielen betrug zweimal 45 Minuten. Laut einem Beschluss des UEFA-Exekutivkomitees vom 2. Mai 2016 durfte bei diesem Turnier in der Verlängerung jede Mannschaft eine vierte Einwechslung vornehmen.

## Qualifikation

### 1. Runde
Die Slowakei war als Gastgeber automatisch qualifiziert. England und Spanien erhielten eine Wildcard für die 2. Qualifikationsrunde, da diese Mannschaften auf den ersten zwei Plätzen der UEFA-Rangliste standen. Die übrigen 44 gemeldeten Nationalmannschaften wurden am 19. November 2014 auf elf Gruppen zu je vier Mannschaften aufgeteilt.
Die Spiele fanden in der Form von Miniturnieren zwischen dem 15. und 20. September 2015 statt. Bei der Auslosung wurde Deutschland mit Ungarn, Serbien und Kasachstan in Gruppe 5 gelost. Österreich kam in Gruppe 11 mit Schottland, Ukraine und Albanien. Die Schweiz traf in Gruppe 1 auf Griechenland, Island und Georgien. Die Gruppensieger und Gruppenzweiten erreichten die 2. Qualifikationsrunde. Die 22 Mannschaften plus England und Spanien wurden für die 2. Qualifikationsrunde auf sechs Gruppen zu je vier Mannschaften aufgeteilt.
Die Schweiz überbot mit dem 23:0 gegen Georgien den bisherigen Qualifikationsrekord.

### 2. Runde
In dieser Qualifikationsphase (Eliterunde), die am 13. November 2015 in Nyon ausgelost wurde, wurde zwischen dem 5. und 10. April 2016 jeweils eine einfache Punktrunde mit vier Mannschaften austragen. Als Gruppenköpfe hatte die UEFA Deutschland, England, Finnland, Frankreich, die Schweiz und Spanien gesetzt. Die sechs Gruppensieger und der Gruppenzweite mit der besten Bilanz gegen den jeweiligen Gruppenersten und -dritten qualifizierten sich neben Gastgeber Slowakei für die Endrunde vom 19. bis zum 31. Juli 2016.

Die Eliterunde wurde am 13. November 2015 ausgelost. Deutschland traf in Gruppe 1 auf Aserbaidschan, Irland und Polen. Gastgeber des Miniturniers war Irland. Österreich traf in Gruppe 2 auf England, Titelverteidiger und Gastgeber Schweden sowie Belgien. Die Schweiz traf in Gruppe 6 in Ungarn zudem auf Russland und Norwegen. Alle drei konnten ihre Gruppe gewinnen. Damit nahmen erstmals alle drei an einer Juniorinnen-EM teil. Österreich qualifizierte sich erstmals überhaupt für eine U-19-EM.

## Teilnehmer
Gastgeber Slowakei war automatisch für die Endrunde gesetzt. Die Gruppenauslosung fand am 24. Mai 2016 in Bratislava statt.
| - Slowakei (Gastgeber) - Deutschland (Sieger Gruppe 1) - Österreich (Sieger Gruppe 2) - Niederlande (Sieger Gruppe 3) | - Spanien (Sieger Gruppe 4) - Frankreich (Sieger Gruppe 5) - Schweiz (Sieger Gruppe 6) - Norwegen (Bester Gruppenzweiter) |

## Austragungsorte
Die Europameisterschaft fand in vier Stadien in vier Spielorten in der Slowakei statt.
| Senec |

| Zlaté Moravce |

| Senica |

| Myjava |

| Senec |

| Zlaté Moravce |

| Senica |

| Myjava |

## Gruppenphase

### Gruppe A
| Pl. | Land        | Sp. | S | U | N | Tore    | Diff. | Punkte |
| --- | ----------- | --- | - | - | - | ------- | ----- | ------ |
| 1.  | Frankreich  | 3   | 2 | 0 | 1 | 008:200 | +6    | 06     |
| 2.  | Niederlande | 3   | 2 | 0 | 1 | 008:200 | +6    | 06     |
| 3.  | Norwegen    | 3   | 1 | 1 | 1 | 001:100 | ±0    | 04     |
| 4.  | Slowakei    | 3   | 0 | 1 | 2 | 000:120 | −12   | 01     |

|                                                  |   |             |           |
| Di., 19. Juli 2016 um 17:00 Uhr in Senec         |   |             |           |
| Slowakei                                         | – | Niederlande | 0:6 (0:3) |
| Di., 19. Juli 2016 um 18:00 Uhr in Zlaté Moravce |   |             |           |
| Frankreich                                       | – | Norwegen    | 0:1 (0:1) |
| Fr., 22. Juli 2016 um 18:00 Uhr in Zlaté Moravce |   |             |           |
| Niederlande                                      | – | Norwegen    | 1:0 (0:0) |
| Fr., 22. Juli 2016 um 19:00 Uhr in Senec         |   |             |           |
| Slowakei                                         | – | Frankreich  | 0:6 (0:0) |
| Mo., 25. Juli 2016 um 17:00 Uhr in Senec         |   |             |           |
| Niederlande                                      | – | Frankreich  | 1:2 (0:2) |
| Mo., 25. Juli 2016 um 17:00 Uhr in Zlaté Moravce |   |             |           |
| Norwegen                                         | – | Slowakei    | 0:0 1     |

### Gruppe B
| Pl. | Land        | Sp. | S | U | N | Tore    | Diff. | Punkte |
| --- | ----------- | --- | - | - | - | ------- | ----- | ------ |
| 1.  | Spanien     | 3   | 3 | 0 | 0 | 010:000 | +10   | 09     |
| 2.  | Schweiz     | 3   | 2 | 0 | 1 | 008:700 | +1    | 06     |
| 3.  | Deutschland | 3   | 1 | 0 | 2 | 005:600 | −1    | 03     |
| 4.  | Österreich  | 3   | 0 | 0 | 3 | 001:110 | −10   | 0      |

|                                           |   |             |           |
| Di., 19. Juli 2016 um 18:00 Uhr in Senica |   |             |           |
| Spanien                                   | – | Deutschland | 1:0 (0:0) |
| Di., 19. Juli 2016 um 18:00 Uhr in Myjava |   |             |           |
| Österreich                                | – | Schweiz     | 0:4 (0:1) |
| Fr., 22. Juli 2016 um 18:00 Uhr in Senica |   |             |           |
| Deutschland                               | – | Schweiz     | 2:4 (1:1) |
| Fr., 22. Juli 2016 um 18:00 Uhr in Myjava |   |             |           |
| Spanien                                   | – | Österreich  | 4:0 (2:0) |
| Mo., 25. Juli 2016 um 18:00 Uhr in Senica |   |             |           |
| Deutschland                               | – | Österreich  | 3:1 (1:0) |
| Mo., 25. Juli 2016 um 18:00 Uhr in Myjava |   |             |           |
| Schweiz                                   | – | Spanien     | 0:5 (0:2) |

## Finalrunde

### Halbfinale
|                                          |   |             |           |
| Do., 28. Juli 2016 um 16:00 Uhr in Senec |   |             |           |
| Frankreich                               | – | Schweiz     | 3:1 (0:1) |
| Do., 28. Juli 2016 um 20:30 Uhr in Senec |   |             |           |
| Spanien                                  | – | Niederlande | 4:3 (1:1) |

### Finale
Das Finale wurde aufgrund heftiger Regenfälle, die das Spielfeld in der Halbzeitpause unbespielbar machten, für mehr als zwei Stunden unterbrochen, bevor die UEFA entschied, die zweite Hälfte doch noch anzupfeifen. Das Spielfeld war sowohl in der ersten Halbzeit als auch nach der zwei Stunden andauernden Halbzeitpause in einem sehr schlechten Zustand, Spielerinnen rutschten vermehrt aus und der Ball blieb bei flachen Pässen häufig in großen Pfützen auf dem Rasen liegen.
| Frankreich                                 | Frankreich | Spanien | Spanien |
| ------------------------------------------ | --- | --- | ------- |
| Frankreich                                 | \| 31. Juli um 19:00 Uhr in Senec (NTC Senec) \| \| Ergebnis: 2:1 (1:0) \| \| Schiedsrichter: Eszter Urbán ( Ungarn) \| | \| 31. Juli um 19:00 Uhr in Senec (NTC Senec) \| \| Ergebnis: 2:1 (1:0) \| \| Schiedsrichter: Eszter Urbán ( Ungarn) \| | Spanien |
| Frankreich                                 | Mylène Chavas – Héloïse Mansuy, Hawa Cissoko, Estelle Cascarino, Théa Greboval – Delphine Cascarino, Onema Grace Geyoro, Laura Condon, Perle Morroni – Clara Matéo, Marie-Antoinette Katoto (84. Cathy Couturier) Cheftrainer: Gilles Eyquem | Amaia Peña – Beatriz Beltrán, Carmen Menayo, Marta Cazalla (87. María Vázquez), Nuria Garrote – Sandra Hernández, Maite Oroz (69. Maria Ángeles Carrión), Patricia Guijarro, Aitana Bonmatí (46. Lucía García) – Andrea Sánchez, Nahikari García Cheftrainer: Pedro Lopéz | Spanien |
| Frankreich                                 | 1:0 Geyoro (36.) 2:0 Katoto (66.) | 2:1 L. García (84.) | Spanien |
| Frankreich                                 | D. Cascarino (54.) | | Spanien |
| Frankreich                                 | Nahikari García verschießt einen Foulelfmeter (53.) | | Spanien |
| 31. Juli um 19:00 Uhr in Senec (NTC Senec) | | |         |
| Ergebnis: 2:1 (1:0)                        | | |         |
| Schiedsrichter: Eszter Urbán ( Ungarn)     | | |         |

Neben den zwölf Spielerinnen, die in diesem Finale zum Einsatz gekommen waren, gehörten dem Aufgebot des Europameisters auch noch folgende Frauen an: Torfrau Jade Lebastard, die als einzige ohne jede Einsatzminute blieb, sowie die Feldspielerinnen Pauline Dechilly, Élisa De Almeida (aufgrund einer Verletzung nach dem zweiten Gruppenspiel durch Louise Fleury ersetzt), Élise Legrout, Julie Thibaud und Anna Clerac.

## Beste Torschützinnen
Nachfolgend sind die besten Torschützinnen der Endrunde dieser Europameisterschaft aufgelistet. Die Rangfolge entspricht den offiziellen Regeln der UEFA, nach denen zur Ermittlung der Torschützenkönigin bei gleicher Toranzahl die Zahl der Vorlagen und die Spielminuten ausschlaggebend sind.
| Rang | Spielerin               | Tore | Vorlagen | Spielminuten |
| ---- | ----------------------- | ---- | -------- | ------------ |
| 1    | Marie-Antoinette Katoto | 6    | 1        | 274          |
| 2    | Jill Roord              | 5    | 0        | 360          |
| 3    | Sandra Hernández        | 4    | 1        | 332          |
| 4    | Lucía García            | 4    | 0        | 329          |
| 5    | Clara Matéo             | 3    | 1        | 285          |
| 6    | Cinzia Zehnder          | 3    | 0        | 330          |
| 7    | Nahikari García         | 3    | 0        | 335          |
| 8    | Andrea Sánchez          | 2    | 3        | 270          |
| 9    | Camille Surdez          | 2    | 1        | 125          |
| 10   | Laura Freigang          | 2    | 1        | 225          |
| 11   | Naomi Mégroz            | 2    | 1        | 253          |
| …    |                         |      |          |              |
| 13   | Stefanie Sanders        | 2    | 0        | 204          |
| 16   | Géraldine Reuteler      | 1    | 3        | 225          |
| 19   | Nina Ehegötz            | 1    | 1        | 208          |
| 20   | Lara Jenzer             | 1    | 1        | 290          |
| 21   | Ivana Feric             | 1    | 0        | 104          |

## Schiedsrichterinnen
Die UEFA nominierte sechs Schiedsrichterinnen aus sechs Ländern, die von acht Assistentinnen unterstützt wurden. Dabei gab es keine festen Teams aus Schiedsrichterinnen und Assistentinnen. Zwei weitere Schiedsrichterinnen, die als 4. Offizielle zum Einsatz kamen, komplettierten das Feld der Unparteiischen der Endrunde.
| Schiedsrichterin       | Assistentin         | Vierte Offizielle |
| ---------------------- | ------------------- | ----------------- |
| Linn Andersson         | Gülyana Güvəndiyeva | Petra Pavliková   |
| Tania Fernandes Morais | Ekaterina Marinowa  | Zuzana Valentová  |
| Ivana Martinčić 1      | Kylie McMullan      |                   |
| Lois Otte              | Dora Myrianthea     |                   |
| Ivana Projkovska       | Lisa Rashid         |                   |
| Eszter Urbán 2         | Maryna Strilezka    |                   |
|                        | Sabina Walijewa     |                   |
|                        | Veronica Vettorel   |                   |

## Kader aus dem deutschsprachigen Raum

### Deutschland
Trainerin: Maren Meinert (* 5. August 1973)
| Position   | Name              | Verein                     | Geburts- datum | Anzahl der Spiele | Tor | Gelbe Karte | Gelb-Rote Karte | Rote Karte |
| ---------- | ----------------- | -------------------------- | -------------- | ----------------- | --- | ----------- | --------------- | ---------- |
| Torhüter   | Vanessa Fischer   | 1. FFC Turbine Potsdam     | 18. Apr. 1998  | 1                 | 0   | 0           | 0               | 0          |
| Torhüter   | Lena Pauels       | Werder Bremen              | 2. Feb. 1998   | 2                 | 0   | 0           | 0               | 0          |
| Abwehr     | Melissa Friedrich | Bayer 04 Leverkusen        | 6. Mai 1997    | 2                 | 0   | 0           | 0               | 0          |
| Abwehr     | Anna Gerhardt     | FC Bayern München          | 17. Apr. 1998  | 2                 | 0   | 0           | 0               | 0          |
| Abwehr     | Isabella Hartig   | TSG 1899 Hoffenheim        | 12. Aug. 1997  | 3                 | 0   | 0           | 0               | 0          |
| Abwehr     | Lisa Karl 3       | SC Freiburg                | 15. Jan. 1997  | 1                 | 0   | 0           | 0               | 0          |
| Abwehr     | Katja Orschmann 3 | 1. FC Union Berlin         | 8. Jan. 1998   | 1                 | 0   | 0           | 0               | 0          |
| Abwehr     | Michaela Specht   | TSG 1899 Hoffenheim        | 15. Feb. 1997  | 2                 | 0   | 1           | 0               | 0          |
| Mittelfeld | Jana Feldkamp     | SGS Essen                  | 15. März 1998  | 3                 | 0   | 0           | 0               | 0          |
| Mittelfeld | Laura Freigang    | University of Pennsylvania | 1. Feb. 1998   | 3                 | 2   | 1           | 0               | 0          |
| Mittelfeld | Lina Hausicke     | FF USV Jena                | 30. Dez. 1997  | 3                 | 0   | 0           | 0               | 0          |
| Mittelfeld | Saskia Matheis    | 1. FFC Frankfurt           | 6. Juni 1997   | 1                 | 0   | 0           | 0               | 0          |
| Mittelfeld | Isabella Möller   | 1. FFC Frankfurt           | 4. Feb. 1998   | 3                 | 0   | 0           | 0               | 0          |
| Mittelfeld | Melanie Ott       | FSV Gütersloh 2009         | 13. Apr. 1997  | 2                 | 0   | 0           | 0               | 0          |
| Mittelfeld | Jasmin Sehan      | VfL Wolfsburg              | 16. Juni 1997  | 2                 | 0   | 0           | 0               | 0          |
| Mittelfeld | Pia-Sophie Wolter | Werder Bremen              | 13. Nov. 1997  | 2                 | 0   | 0           | 0               | 0          |
| Angriff    | Nina Ehegötz      | Bayer 04 Leverkusen        | 22. Feb. 1997  | 3                 | 1   | 0           | 0               | 0          |
| Angriff    | Stefanie Sanders  | Werder Bremen              | 12. Juni 1998  | 3                 | 2   | 0           | 0               | 0          |
| Angriff    | Lea Schüller      | SGS Essen                  | 12. Nov. 1997  | 3                 | 0   | 0           | 0               | 0          |

### Österreich
Trainerin: Irene Fuhrmann (* 23. Oktober 1980)
| Position   | Name                  | Verein                  | Geburts- datum | Anzahl der Spiele | Tor | Gelbe Karte | Gelb-Rote Karte | Rote Karte |
| ---------- | --------------------- | ----------------------- | -------------- | ----------------- | --- | ----------- | --------------- | ---------- |
| Torhüter   | Carolin Größinger     | Bayer 04 Leverkusen     | 10. Mai 1997   | 3                 | 0   | 0           | 0               | 0          |
| Torhüter   | Isabella Kresche      | SV Peggau               | 28. Nov. 1998  | 0                 | 0   | 0           | 0               | 0          |
| Abwehr     | Anna Egretzberger     | SKV Altenmarkt          | 6. Jan. 1997   | 1                 | 0   | 0           | 0               | 0          |
| Abwehr     | Marina Georgieva      | FSK St. Pölten          | 13. Apr. 1997  | 2                 | 0   | 0           | 0               | 0          |
| Abwehr     | Adina Hamidovic       | FSK St. Pölten          | 26. Apr. 1998  | 2                 | 0   | 0           | 0               | 0          |
| Abwehr     | Katharina Naschenweng | SK Sturm Graz           | 16. Dez. 1997  | 3                 | 0   | 0           | 0               | 0          |
| Abwehr     | Anna Zimmerebner      | FC Bergmann             | 16. Okt. 1998  | 2                 | 0   | 0           | 0               | 0          |
| Mittelfeld | Katharina Aufhauser   | SV Neulengbach          | 16. Jan. 1997  | 3                 | 0   | 0           | 0               | 0          |
| Mittelfeld | Barbara Dunst         | FSK St. Pölten          | 25. Sep. 1997  | 3                 | 0   | 0           | 0               | 0          |
| Mittelfeld | Ivana Feric           | SKV Altenmarkt          | 25. Aug. 1997  | 3                 | 1   | 1           | 0               | 0          |
| Mittelfeld | Duygu Karkac          | USC Landhaus Wien       | 19. Mai 1997   | 1                 | 0   | 0           | 0               | 0          |
| Mittelfeld | Teresa Knauseder      | Union Kleinmünchen Linz | 7. März 1997   | 3                 | 0   | 0           | 0               | 0          |
| Mittelfeld | Julia Kofler          | SK Sturm Graz           | 2. Sep. 1998   | 3                 | 0   | 0           | 0               | 0          |
| Mittelfeld | Sandrine Sobotka      | SV Neulengbach          | 8. Okt. 1998   | 3                 | 0   | 0           | 0               | 0          |
| Mittelfeld | Nina Wasserbauer      | Union Kleinmünchen Linz | 6. Nov. 1998   | 3                 | 0   | 0           | 0               | 0          |
| Angriff    | Sarah Lackner         | USK Hof                 | 2. Juni 1997   | 1                 | 0   | 0           | 0               | 0          |
| Angriff    | Viktoria Pinther      | FSK St. Pölten          | 16. Okt. 1998  | 3                 | 0   | 0           | 0               | 0          |
| Angriff    | Melissa Schmid        | SV Neulengbach          | 2. Nov. 1998   | 2                 | 0   | 0           | 0               | 0          |

### Schweiz
Trainerin: Nora Häuptle (* 9. September 1983)
| Position   | Name               | Verein                  | Geburts- datum | Anzahl der Spiele | Tor | Gelbe Karte | Gelb-Rote Karte | Rote Karte |
| ---------- | ------------------ | ----------------------- | -------------- | ----------------- | --- | ----------- | --------------- | ---------- |
| Torhüter   | Nadja Furrer       | Grasshopper Club Zürich | 30. Apr. 1998  | 1                 | 0   | 0           | 0               | 0          |
| Torhüter   | Natascha Honegger  | SC Derendingen          | 27. Sep. 1997  | 3                 | 0   | 0           | 0               | 0          |
| Abwehr     | Lorena Baumann     | FC Zürich Frauen        | 11. Feb. 1997  | 4                 | 0   | 1           | 0               | 0          |
| Abwehr     | Jana Brunner       | FC Staad                | 20. Jan. 1997  | 4                 | 0   | 1           | 0               | 0          |
| Abwehr     | Carola Fasel       | BSC Young Boys          | 27. Juni 1997  | 4                 | 0   | 0           | 0               | 0          |
| Abwehr     | Naomi Mégroz       | FC Zürich Frauen        | 6. Aug. 1998   | 3                 | 2   | 0           | 0               | 0          |
| Abwehr     | Julia Stierli      | FC Zürich Frauen        | 3. Apr. 1997   | 4                 | 0   | 0           | 0               | 0          |
| Abwehr     | Marilena Widmer    | BSC Young Boys          | 7. Aug. 1997   | 4                 | 0   | 0           | 0               | 0          |
| Mittelfeld | Yara Hofmann       | FC Zürich Frauen        | 29. Sep. 1998  | 3                 | 0   | 0           | 0               | 0          |
| Mittelfeld | Lara Jenzer        | FC Aarau                | 5. Aug. 1998   | 4                 | 1   | 0           | 0               | 0          |
| Mittelfeld | Lesley Ramseier    | FC Zürich Frauen        | 5. Juni 1997   | 4                 | 0   | 0           | 0               | 0          |
| Mittelfeld | Sina Spieser       | Grasshopper Club Zürich | 6. Juli 1997   | 3                 | 0   | 0           | 0               | 0          |
| Mittelfeld | Cinzia Zehnder     | SC Freiburg             | 4. Aug. 1997   | 4                 | 3   | 0           | 0               | 0          |
| Angriff    | Kim Dubs           | FC Zürich Frauen        | 22. Sep. 1998  | 2                 | 0   | 0           | 0               | 0          |
| Angriff    | Julia Glaser       | FC Basel                | 7. Okt. 1997   | 2                 | 0   | 0           | 0               | 0          |
| Angriff    | Géraldine Reuteler | FC Luzern Frauen        | 21. Apr. 1999  | 3                 | 1   | 0           | 0               | 0          |
| Angriff    | Camille Surdez     | FC Yverdon Féminin      | 13. Jan. 1998  | 3                 | 2   | 0           | 0               | 0          |
| Angriff    | Elena van Niekerk  | FC Zürich Frauen        | 4. Aug. 1997   | 1                 | 0   | 0           | 0               | 0          |